# Paracloeodes quadridentatus
Paracloeodes quadridentatus is een haft uit de familie Baetidae. De wetenschappelijke naam van de soort is voor het eerst geldig gepubliceerd in 2010 door Lima & Salles.
De soort komt voor in het Neotropisch gebied.